# Zgrupowanie „Bartkiewicz”
Zgrupowanie „Bartkiewicz” – oddział  Armii Krajowej walczący w okresie powstania warszawskiego od 5 sierpnia do 3 października 1944.
Zgrupowanie zostało zorganizowane 5 sierpnia 1944 z plutonów osłonowych dowódcy Obwodu I Śródmieście płk. Franciszka Pfeiffera „Radwana”, 100 kompanii sztabowej obwodu, oddziału NSZ, oddziału KPN oraz żołnierzy 101 kompanii WSOP, żołnierzy z innych oddziałów oraz ochotników.
Od 20 września oddziały zgrupowania przekształciły się w II i III batalion 36 Pułku Piechoty Legii Akademickiej AK.
Zgrupowanie operowało w rejonie pomiędzy ulicami Świętokrzyską – Mazowiecką – placem Małachowskiego – Kredytową – Królewską – Marszałkowską. 
30 września zgrupowanie liczyło 824 osoby, w tym 692 żołnierzy (78 oficerów, 108 podchorążych, 134 podoficerów, 372 szeregowych) oraz 132 łączniczki i sanitariuszki. Uzbrojenie stanowiło 7 lekkich karabinów maszynowych, 2 rkm, 40 pm, 7 pepesz, 94 kb, 125 pistoletów, 4 granatniki, 4 miotacze ognia, 6 karabinów ppanc, 2 piaty, 373 granaty i 425 butelek zapalających.

## Skład zgrupowania
Sztab
- Dowódca zgrupowania – mjr Włodzimierz Zawadzki „Bartkiewicz”;
- Zastępcy – kpt. Andrzej Paulo de Silva „Szczęsny” (ranny 7 sierpnia), mjr Leon Nowakowski „Lig” (od 21 sierpnia do 4 września - zginął), mjr Stefan Sopoćko „Sęp” (do połowy września), kpt. Stanisław Taczanowski „Dowgierd” (od ok. 20 września);
- Kwatermistrz – kpt. Eugeniusz Zamulewicz „Babinicz”;
- Oficer gospodarczy – ppor. Jan Martynkin „Bohun” (od 15 sierpnia do 23 września);
- Oficer obserwacyjny – ppor. Olgierd Szczeniowski „Ułan”;
- Oficer obserwacyjny – ppor. ppor. Dalek Prosiński „Rawicz”;
- Oficer służbowy – p.o. kpr. podch. pchor. Jerzy Ursyn Niemcewicz „Rawicz”;
- Oficer broni – ppor. Zygmunt Kowalski (?) „Habdank”;
- Adiutanci – por. Stanisław T. Lis Kozłowski „Mścigniewicz” (do drugiej połowy sierpnia), ppor. Andrzej Skarbek „Bolesław Ostatni”, rtm. Józef Cybulski „Szczerbiński” (we wrześniu);
- Pluton łączności – dowódca ppor. Rudolf Nawrot-Krukowski „Góral”;

Oddziały bojowe
- 1 kompania (pluton 1114) – dowódca ppor. Kazimierz Czyż „Andrzej Prawdzic”;
  - 1 pluton – dowódca ppor. Zygmunt Leszcz „Leszczyna” (do 9 września), ppor. Zygmunt Hebdziński „Pszczyński”;
  - 2 pluton – dowódca ppor. Kazimierz Wallman „Robert” (poległ 4 września), ppor. Kazimierz Szelągowski „Roman”; ppor. Marian Mazurkiewicz „Makarewicz”[3],(pod koniec września do kapitulacji)[4],
  - 3 pluton – dowódca st. sierż. pchor./ppor. Zygmunt Niemiński „Wir”, (1O września ciężko ranny), ppor./por. Henryk Zakrzewski „Natan Tadeusz”;
  - 4 pluton – dowódca ppor. Wiesław Dmowski „Małynicz” (do 9 września), kpr. pchor. Jerzy Ursyn Niemcewicz „Rawicz” „Rawicz”, (ciężko ranny), st. sierż. Stefan Kołaczyk „Dzik” (od 20 września).

- 2 kompania (kompania sztabowa) – dowódca ppor. Jan Martinkin „Bohun” (do 16 sierpnia), ppor. Edward Zürn „Jacek” (poległ 23 sierpnia), por. Witold Gorayski „Sopiński”, (poległ 26 sierpnia), ppor. Tadeusz Korejwo „Maxim” (poległ 28 sierpnia), por. Jerzy Bazylewski „Skała”.  
  - 1 pluton (pluton 116) – dowódca kpr. pchor. Władysław Twardo „Kandys” (do 31 sierpnia), ppor. Witold de Laurans „Tygrys”, (3–18 września), ppor. Ludwik Kotnarowski „Kurzawa” (od 19 września);
  - 2 pluton (pluton 101 – Bojowe Szkoły Szarych Szeregów) – dowódca plut. pchor. hm. Kazimierz Pawlicki „Lubicz” (poległ 4 września), ppor./por. Witold Zieliński „Mars” (20–26 września ranny), kpr. pchor. N.N. „Szczerba”;
  - 3 pluton (utworzony 6 września z żandarmerii) – dowódca ppor. Kazimierz Kaniok „Stetko”.

- 3 kompania (pluton 1150) – dowódca kpt. Andrzej Paulo da Silva „Szczęsny” (1–10 sierpnia), por./kpt. Józef Celica „Lechicz”;
  - 1 pluton „Perkun” – dowódca ppor. Ferdynand Ziembicki „Fred”;
  - 2 pluton „Kutno” – dowódca por. Władysław Dannosz „Kutno Władysław” (do 10 sierpnia), por. Stefan Kuntze „Kuna Stefan” (18 sierpnia ranny), por. Czesław Dzięgielewski „Damian” (od 19 sierpnia);
  - 3 pluton – dowódca plut. pchor. Teodor Jakubowski „Todek”.

- 4 kompania (z Oddziału osłonowego Delegatury Rządu i Oddziału ochrony sztabu) – dowódca kpt./mjr Bolesław Kontrym „Żmudzin”.
  - 1 pluton „Podkowa” – dowódca por. Władysław Sowiński „Sokalski”
  - 2 pluton (1147 Pluton ochrony sztabu) – dowódca por. rez. Kazimierz Pogorzelski „Rygiel” (poległ 2 sierpnia), ppor./por. Leopold Kummant „Ryski” (ranny 4 sierpnia), ppor. Dariusz Prosiński „Rawicz” (5–7 sierpnia), kpt. Wacław Wójcik „Nowy”, ppor./kpt. Józef Zatryb „Krzysztof” (13–14 sierpnia), ppor./por. Władysław Siła-Nowicki „Bogdaniec”, „Lis”, „Stefan” (ranny 18 sierpnia), kpr. pchor. Franciszek de Pourbaix „Piwnicki” i kpr. pchor. Wojciech Rostafiński „Wojciechowski” (18–22 sierpnia i 1 września – 5 października), ppor. Józef Rybicki „Andrzej” (22–30 sierpnia, ranny).
  - 3 pluton (NSZ) – dowódca kpt. Roman Kołecki „Andrzej Wysocki” (do 5 sierpnia), por. Walerian Ryszard Żeleźniewicz „Żubr”, (ciężko ranny 19 sierpnia),  por. Bogdan Lewicki „Strzelec” (poległ 20 września), Por. „Lechita” NN (21–26 września), ppor. Jerzy Kamiński „Światowid Byczyński” (od 26 września).

W trakcie powstania, po upadku Starego Miasta w skład zgrupowania weszły w składzie dwóch kompanii, oddziały Batalionu „Gustaw” oraz Batalionu „Wigry" jako:
- Kompania zbiorcza – dowódca por.  Wojciech Pszczółkowski „Kostek” (w skład której wchodziły szczątkowe kompanie: „Harcerska”, „Grażyna”, Oddział Specjalny „Gustaw” i „Harnaś”, Oddział Specjalny „Juliusz”, kompania „Anna”);
- Wydzielony Oddział Bojowy „Wigry” (trzy plutony) – dowódcy: kpt. Leoncjusz Wancerski „Zaremba” (8–22 września), por. Jan Golański „Roman” (22 września 5 października).